# Пољуд
Пољуд је предио града Сплита.
Име је добио по латинској ријечи палудес (мочваре). На Пољуду су смјештени Градски стадион „Пољуд“, на којем играју фудбалери Хајдука, те комплекс пливалишта, који су изграђени за потребе VIII медитеранских игара (1979).
На Пољуду, око 100 м северозападно од стадиона, се налази и фрањевачка црква са манастиром Св. Анте. На дан 13. јула сваке године слави се велика Света миса у част Св. Анти са молитвом за здравље дјеце.